# Renato di Angers
Renato di Angers (... – V secolo) è stato un vescovo francese, vescovo di Angers nel V secolo e venerato come santo dalla Chiesa cattolica.

## Agiografia
La leggenda narra di un vescovo francese di nome Maurilio, che viveva nella città di Angers nel V secolo, e che un giorno fu chiamato ad assistere un bambino moribondo. Essendo stato trattenuto da un compito urgente, arrivò troppo tardi per battezzare il bambino. Sentendosi responsabile, Maurilio lasciò la città, gettando le chiavi del tesoro della cattedrale in mare, e si imbarcò su una nave, diretto in Inghilterra. Nel frattempo, gli abitanti di Angers, che avevano trovato le chiavi all'interno del fegato di un grosso pesce catturato dai pescatori, rintracciarono il vescovo e lo convinsero a tornare. Arrivato ad Angers, Maurilio pregò sulla tomba del piccolo, che miracolosamente resuscitò. Maurilio lo battezzò come René (francese per Renato, ovvero rinato).
Renato divenne a sua volta vescovo di Angers e fu santificato.

## Culto
La commemorazione del santo avviene il 12 novembre.
I conquistatori angioini in Campania vennero a conoscenza della devozione del santo locale, Renato di Sorrento. Dal momento che i due santi sembravano essere contemporanei ed erano accomunati da un aspetto simile (un uomo calvo, vecchio, con una lunga barba), si formò un unico culto, spiegato con la leggenda del vescovo di Angers giunto in età avanzata a Sorrento e divenuto il nuovo vescovo della città campana.